# Hogna suprenans
Hogna suprenans är en spindelart som först beskrevs av Chamberlin 1924.  Hogna suprenans ingår i släktet Hogna och familjen vargspindlar. Inga underarter finns listade i Catalogue of Life.